# Michúa
Michúa, también llamado Michua, Minchua o Michica († 1490 en la actual Chocontá) fue uno de los Zaques de Hunza (la actual Tunja), que gobernó la región norte de la Confederación Muisca; fue sucesor de Hunzahúa. A su muerte fue sucedido por su sobrino, Quemuenchatocha.
El zaque Michúa aparece mencionado por primera vez en 1688, en la primera parte de la Historia general de las conquistas del Nuevo Reino de Granada, del cronista neogranadino Lucas Fernández de Piedrahíta. 

## Primeros enfrentamientos con Saguamanchica

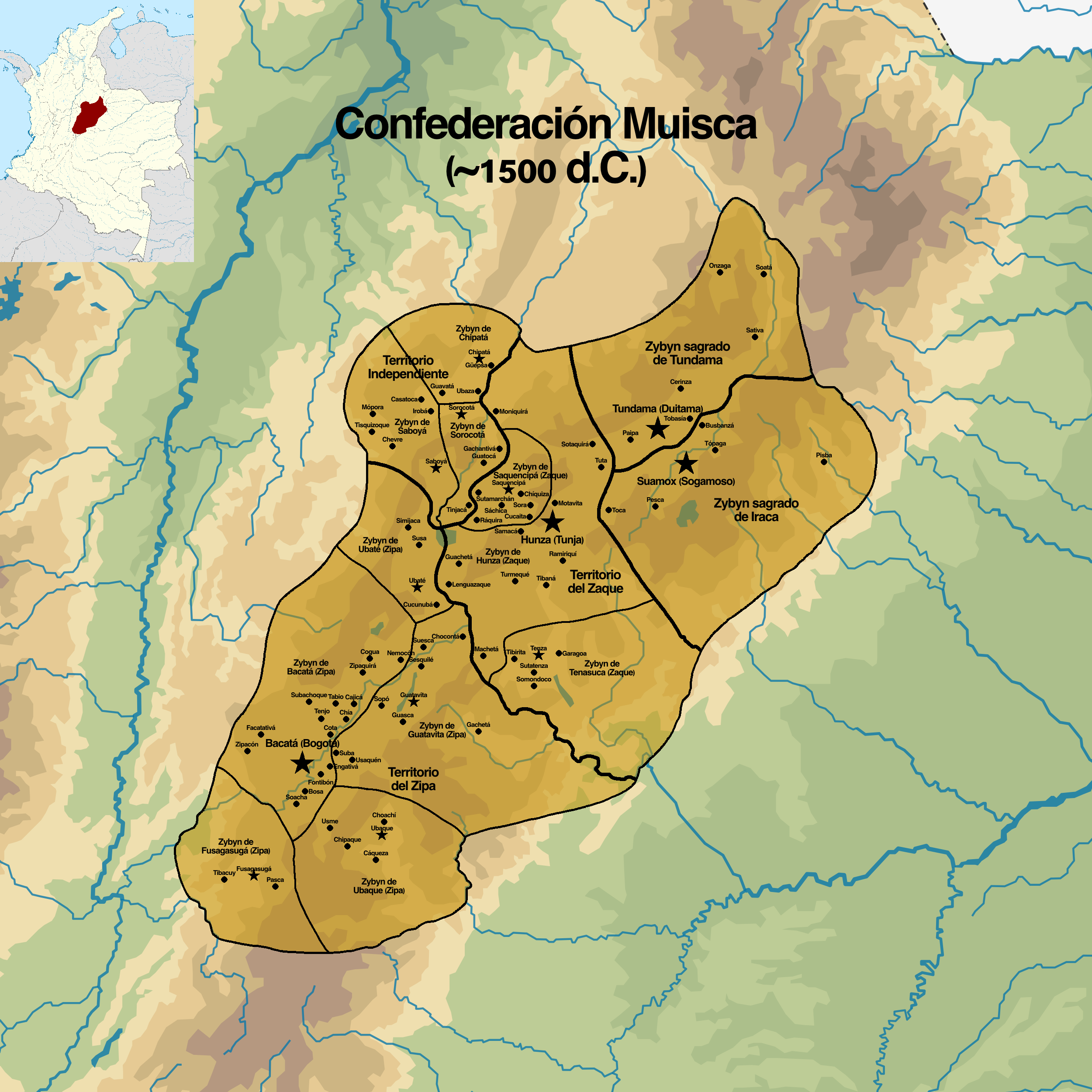
Mapa de la Confederación Muisca; Zaque, Zipa, y Territorio independiente marcados.

Cuando el zipa Saguamanchica conquistó las tierras de Fusagasugá y de los sutagaos, sometiéndolas a su dominio, el sibyntiba o cacique de Guatavita se sintió ofendido por la arrogancia del zipa, que quería tener dominio sobre todos sus vecinos. Entonces Guatavita rompió relaciones con Bacatá y le pidió ayuda a Michúa, zaque de Hunza, con quien tenía estrecha relación.
Michúa respondió favorablemente al pedido de ayuda de Guatavita. Entonces el zaque, quien consideró ofendida la antigüedad de su linaje, que consideraba anterior al del zipa, envió un heraldo suyo a que citara a Saguamanchica para que compareciese ante su corte y respondiese por las quejas presentadas por Guatavita. El zipa respondió burlándose del mensaje del zaque, y maltratando a su heraldo.
El zaque juntó entonces un ejército de 40.000 güechas (guerreros muiscas), y marchando hacia la frontera del Zipazgo, se enteró de que su enemigo ya estaba listo para presentarle batalla, y que había juntado a sus hombres con los de Sopó, cuyos habitantes eran tradicionales enemigos del Zacazgo y fieles al zipa. El zaque temió entonces que su ejército no resultara lo suficientemente fuerte como para ganar la batalla, y se devolvió a sus dominios, lo que afectó notablemente su reputación y le dio más ánimos al zipa, cuando éste se hubo enterado.

## La tensa paz con el Zipazgo
El zipa aprovechó la huida del zaque para castigar al pueblo de Ubaque, cuyo cacique lo había traicionado uniéndose al bando del zaque e invadiendo y destruyendo los pueblos de Pasca y Une. Las confrontaciones al interior del Zipazgo resultaron desfavorables para Saguamanchica, pues entre tanto aprovecharon los panches para invadir Zipacón y Tena, mientras que Guatavita había movilizado a sus hombres para invadir Chía y Cajicá. Entonces el zipa, aconsejado por sus ministros, dividió su ejército en dos tropas, una para que contuviese el ataque de los panches al suroccidente, y otro para que enfrentase al Guatavita. En la pacificación del Zipazgo se demoró el zipa dieciséis años, hasta que tuvo oportunidad de pensar de nuevo en la confrontación con el zaque.

## Batalla de Chocontá

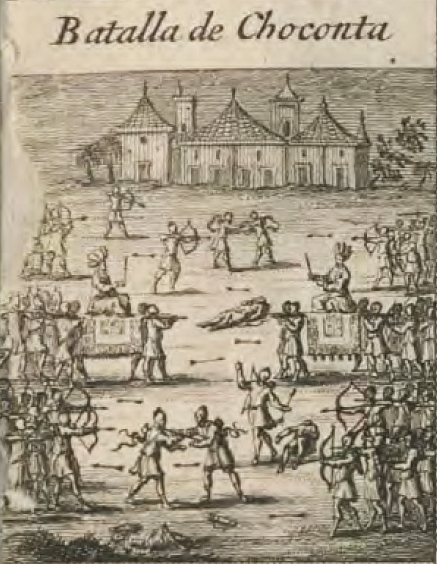
La batalla de Chocontá según un grabado de la edición de Amberes (1688) de la Historia general de las conquistas del Nuevo Reino de Granada, de Lucas Fernández de Piedrahíta.

En 1490, una vez que tuvo el zipa el control sobre sus territorios, juntó todo su ejército y fingió dirigirse contra los panches, pero en realidad lo condujo aceleradamente hacia Sopó, donde juntó sus fuerzas con las de este cacique y otros enemigos del zaque para tomar rumbo hacia el Zacazgo. En el camino pasaron por Guatavita, cuyo cacique, atemorizado por la última derrota, no se atrevió a hacerles frente. El ejército del zipa se componía de 50.000 hombres.
El zaque se enteró de todo desde que el zipa estaba en Sopó, y viendo que no había forma de evitar la confrontación, juntó un ejército de 60.000 hombres, y marchando aceleradamente llegó a Chocontá, jurisdicción del Zipazgo; allí el zaque hizo descansar a sus hombres. Cuando el zipa llegó con sus tropas, se inició inmediatamente la batalla de Chocontá, que fue particularmente sangrienta. Al final ganaron los bacataes, al mando del zipa, pero tanto Saguamanchica como Michúa perdieron la vida; sin embargo, el zipa alcanzó a ver el triunfo de sus hombres poco antes de morir.

## Muerte y sucesión en el trono
Michúa murió, al igual que el zipa, en el campo de batalla de Chocontá. Sus hombres llevaron su cuerpo de regreso a Hunza, donde se lo presentaron a su sobrino, Quemuenchatocha, que tenía en ese momento dieciocho años de edad, y que fue quien le sucedió en el trono.